# 紙芝居師ヤムちゃん
紙芝居師ヤムちゃん（かみしばいし やむちゃん、1979年2月10日 - ）は、沖縄県那覇市出身の紙芝居師。沖縄県立那覇高校卒業。Lethbridge college卒業。
渋谷画劇団所属。元吉本興業所属のお笑い芸人。東京吉本総合芸能学院NSC8期生。

## 経歴・人物
カナダにある大学Lethbridge College　（レスブリッジカレッジ）卒業。
在学中にカナダテレビ局のリポーターとして活動。帰国後はADとしてテレビ局で働く。
2003年より東京NSC8期生として芸能活動スタート。2009年までお笑いコンビ「ブルックリン」として舞台やテレビで活動。2009年3月解散。
2009年、株式会社漫画家学会の紙芝居オーディションに合格。以後、紙芝居師集団渋谷画劇団のメンバーとして紙芝居師として活動。
日本だけではなく、留学経験を生かした英語でフランスパリのジャパンエキスポ、アメリカラスベガス、アトランタ、オランダハーグなどでも紙芝居を多数披露している。
時に覆面レスラーとなり、漫画家・須田信太郎が描く紙芝居「お父さんはミナクルマスク」を演じる事もある。
2011年より専門学校東京アナウンス学院にて紙芝居講師。
2012年に須田信太郎とともに絵本「お父さんはミナクルマスク」（MANKAI）を出版。
2013年には2020東京オリンピック・パラリンピック招致活動を紙芝居にて参加。
2016年　渋谷区公認　パラリンピックPR紙芝居巡業。教育施設を回っている。
2017年9月　初心者障がい者スポーツ指導員　取得。
定期的に渋谷紙芝居塾を開講し、若手育成に励む。
2020年3月　ファミリーチャンネル「ギャー!ギャー!!KIDSLAND」を娘と開始。
娘の産まれつきの足の病気（発育性股関節形成不全）をリアルタイムで追っていく様子が視聴者に響き登録者数が6000人を超える。
2020年7月　2020東京オリンピック競技大会聖火ランナーに選出。
2022年3月　新たに、ファミリーチャンネル「ギャー!ギャー!!KIDSLAND２」を開設。
親子でyoutubeshortをメインに活動し、1万人以上の登録者がいる。
2023年12月　サウジアラビアのアニメイベントに招待され紙芝居を行う。
2024年から渋谷区と共にデフリンピック普及活動をスタート。パラリンピックやデフリンピックの公認紙芝居師としても活躍中。

## 出演

### テレビ
- DON!（NTV）
- ぶらり途中下車の旅(NTV)
- 火曜サプライズ(NTV)
- ピロロン学園(NTV)
- メレンゲの気持ち　～石ちゃん通りの達人～(NTV)
- キズナのチカラ（BS NTV）
- ザ・ゴールデンアワー（東京メトロポリタンテレビ）
- はなまるマーケット（TBS）
- もやもやさまぁ～ず(TX)
- このへんトラベラー(TX)
- 駅サイティング(藤枝ケーブルテレビ)
- 映画ちゃん(映画チャンネル・NECO)
- Biz スポ・ワイド(NHK)
- 首都圏ネットワーク・NEWS845(NHK)
- ゆうどきネットワーク(NHK)
- IN  Focus(NHK World)
- み～つけた(NHK静岡)
- オン・マイ・ウェイ　ON MY WAY（NHK　Eテレ）
- 東京オリパラ団（NHK BS1）
- RBC NEWS Link （琉球放送）
- Dokyo ハブストーリー 〜沖縄同郷物語〜　（沖縄テレビ）

### テレビドラマ
- やれたかも委員会 映画編（MBS・TBS、2018年6月）

### ラジオ
- すまいるFMラジオレギュラー(コミュニティFM、2010年4月-10月)